# رونالد جين سيمونز
رونالد جين سيمونز (بالإنجليزية: Ronald Gene Simmons)‏ هو قاتل فترة أمريكي، ولد في 15 يوليو 1940 في شيكاغو في الولايات المتحدة، وتوفي في 25 يونيو 1990 في أركنساس في الولايات المتحدة بسبب حقنة قاتلة.